# När mörkret faller (film, 1960)
När mörkret faller är en svensk kriminalfilm från 1960 i regi av Arne Mattsson.

## Handling
Den unga föräldralösa Elisabeth från Stockholm ska fira jul med släktingar i Västlinge prästgård. Handelsmannen ska hämta henne vid stationen, men genom en missuppfattning får Elisabeth gå med sin kappsäck i mörkret i den djupa snön till prästgården. Hon blir varmt välkomnad när hon kommer fram, men julfriden bryts när man på julaftonen får veta att handelsmannen hittats mördad i sin affär. 

## Om filmen
Filmen bygger på Maria Langs roman Tragedi på en lantkyrkogård från 1954. Den hade svensk premiär annandag jul 1960.
Maria Lang hade själv skrivit manuset, men hon hade omarbetat sin egen berättelse på ett par viktiga punkter: de i flera av hennes böcker återkommande karaktärerna Puck och Einar Bure och professor Johannes Ekstedt har uteslutits ur handlingen och i deras ställe har en ny karaktär, Elisabeth, tillkommit. Dessutom är mördaren inte samma person i filmen som i boken; den person som är mördaren i boken har blivit hjälte i filmen istället.
Vid den svenska premiären recenserades filmen av Robin Hood i Stockholms-Tidningen. Efter några kritiska anmärkningar skrev denne: "Men 'När mörkret faller' är dock otvivelaktigt Mattssons bästa svenska rysning. Man får hoppas han sänt Maria Lang en blomma till jul."
När mörkret faller har visats i SVT, bland annat 2003, 2011 och i november 2019.

## Rollista i urval
- Nils Asther – Tord Ekstedt
- Karl-Arne Holmsten – Christer Wijk
- Birgitta Pettersson – Elisabeth Rydén
- Elsa Prawitz – Barbara Sandell
- Adolf Jahr – Connie Lundgren
- Mimi Nelson – Hjördis Holm
- George Fant – Arne Sandell
- Sif Ruud – Frideborg Jansson
- Hjördis Petterson – Tekla Motander
- Anna-Maria Giertz – Lotta Ekstedt
- Bengt Brunskog – Mårten Gustavsson
- Eva Sjöström – Susanne Motander, Teklas dotter
- Sigge Fürst – docent Ahlgren, läkare i mordkommissionen
- Maritta Marke – Alice Broman, Connie Lundgrens syster
- Sven-Erik Jacobsson – Carl Sixten
- John Melin – kantorn
- Stig Ternström – landsfogden
- Björn Gustafson – kriminaltekniker
- Marrit Ohlsson - Anna-Greta, Motander hushållerska

## Filmmusik (i urval)
- Stille Nacht, heilige Nacht! (Stilla natt, heliga natt), kompositör Franz Gruber, text Joseph Mohr, svensk text Oscar Mannström, framförs av Bel Canto-kören

## DVD
Filmen gavs ut på DVD 2016.